# Tempio caraita di Jevpatorija
Il tempio caraita di Jevpatorija, costruito a partire dal 1807, è un grande santuario e centro spirituale dell'ebraismo caraita. Comprende due sinagoghe (la grande e la piccola), oltre a locali che servivano come scuola e per tutte le esigenze religiose della comunità. Requisito dal 1927 per ordine delle autorità sovietiche, il complesso è stato restituito alla comunità caraita nel 1994 e riaperto al culto dal 2005.

## Storia
I caraiti cominciarono a stabilirsi a Jevpatorija nel XVI-XVII secolo, facendone un centro della loro vita spirituale.
Il primo edificio ad essere costruito fu nel 1807 la grande sinagoga. Otto anni dopo, nel 1815, ad essa si aggiunse la piccola sinagoga. Nel 1835 furono costruiti i cortili che congiungono le due sinagoghe. Nel 1900 fu edificato l'arco monumentale di ingresso al santuario e nel 1907 sorse l'edificio del seminario rabbinico.
Il santuario fu confiscato dalle autorità sovietiche nel 1926 e trasformato in un museo dell'ateismo. Soltanto dal 1942 al 1959 fu concesso alla piccola sinagoga di riaprire. Con la fine del potere sovietico, nel 1994 il santuario venne restituito alla proprietà della comunità caraita. Dopo un decennio di restauri, nel 2005 il complesso è stato riaperto al culto.

## Architettura
Si entra al santuario attraverso un arco trionfale di impianto neoclassico (costruito nel 1900) da cui si accede ad un primo cortile al centro del quale è un monumento commemorativo della visita compiuta dallo zar Alessandro I di Russia nel 1825. Seguono tutta una serie di ambienti, cortili e giardini dai quali si accede alle due sinagoghe.
La grande sinagoga (1807) ha un carattere prettamente orientale, con tappeti sul pavimento e decorazioni finissime geometriche alle pareti e al soffitto. Dismessa dal 1927 al 1994, è stata restaurata e riaperta al culto nel 2005.
La piccola sinagoga (1815) ha perso negli anni Settanta i propri arredi originali, in parte trasferiti negli anni Novanta alla sinagoga caraita di Vilnius. Dismessa dal 1927 al 1942 e quindi di nuovo dal 1959 al 1994, è stata restaurata e riaperta al culto nel 1999.

## Galleria d'immagini

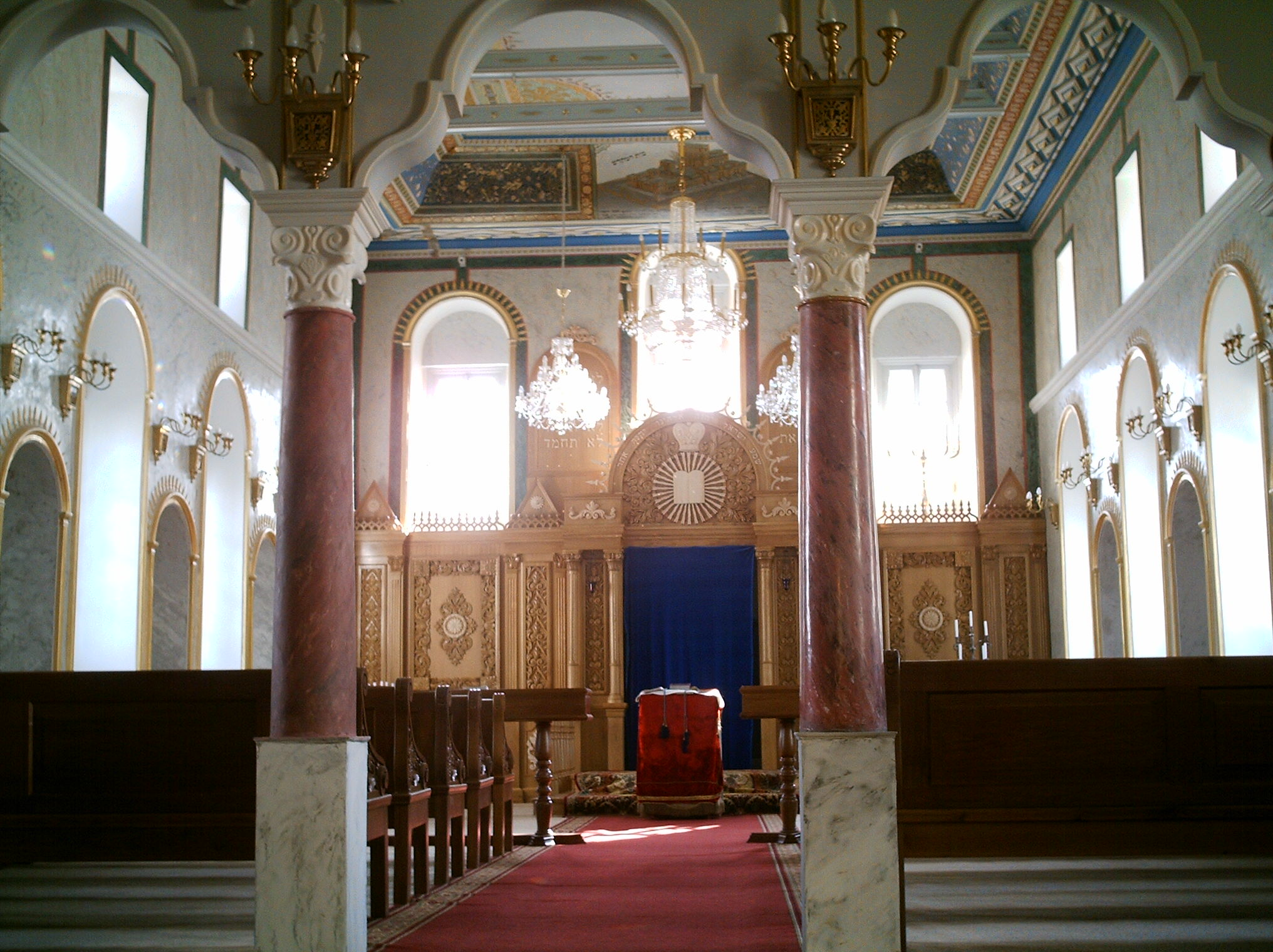
La grande sinagoga
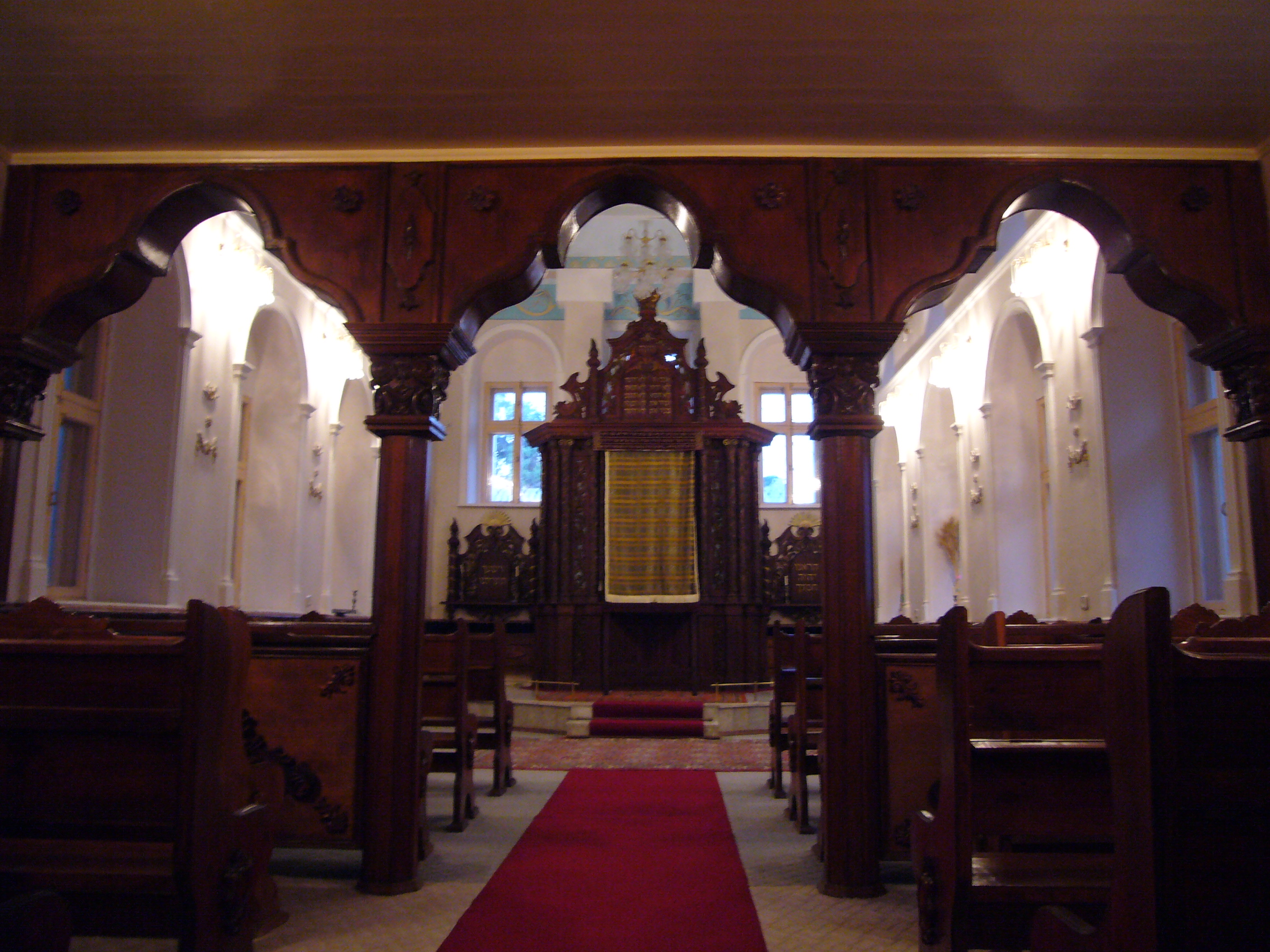
La piccola sinagoga
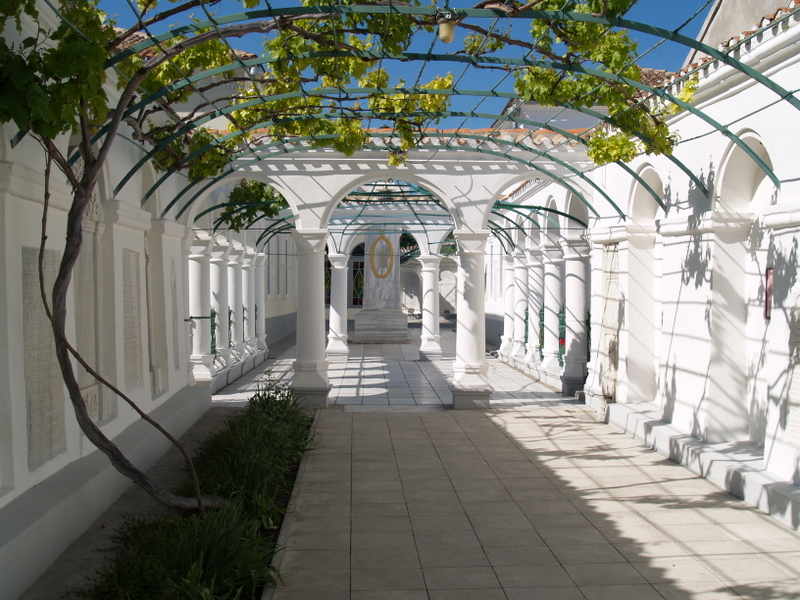
Cortili del santuario
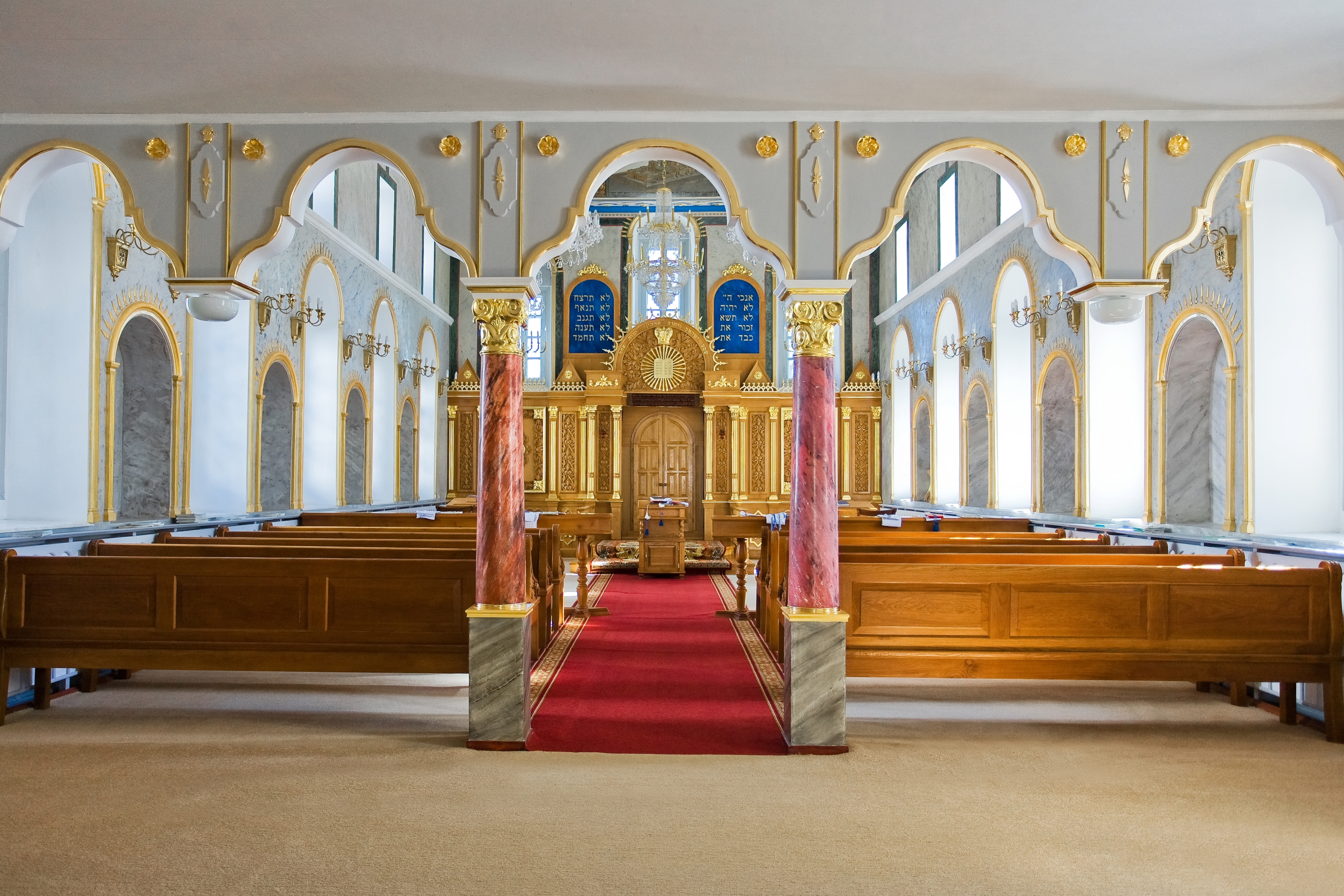
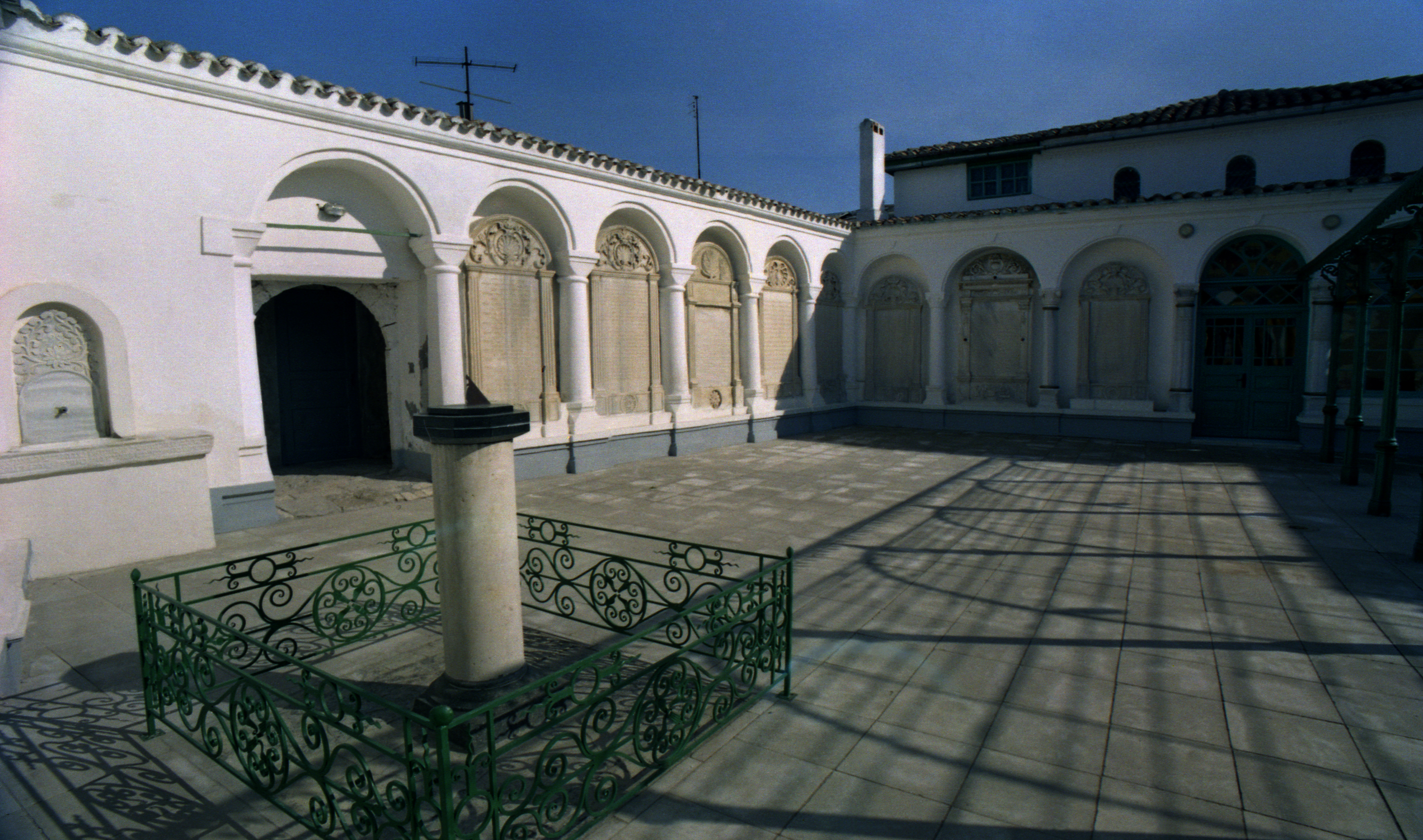
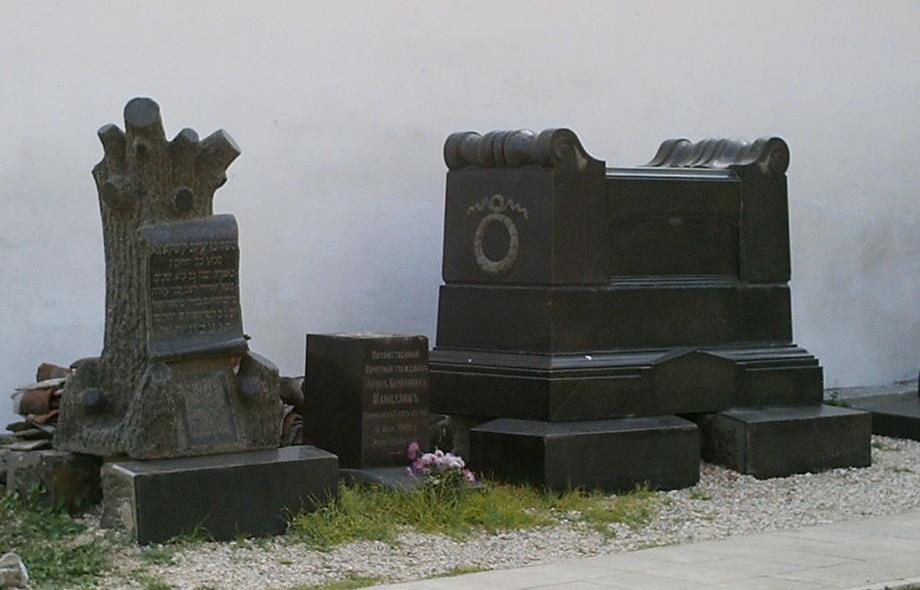
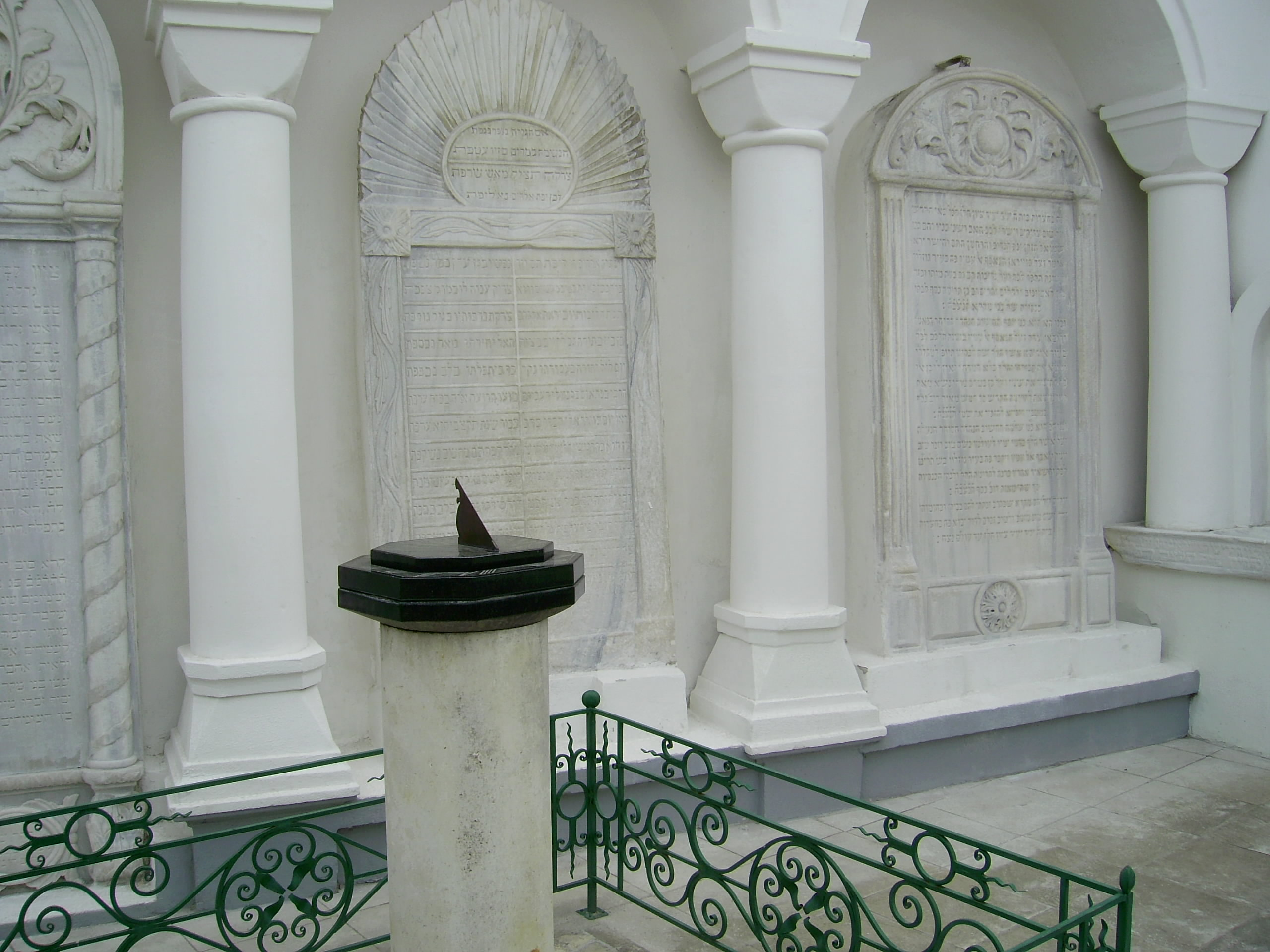